# Бобров (городское поселение)
Го́род Бобро́в — муниципальное образование со статусом городского поселения в Бобровском районе Воронежской области России.
Административный центр — город Бобров.

## История
Согласно Закону Воронежской области от 23.07.2024 № 67-ОЗ «Об образовании сельского населенного пункта на территории городского поселения — город Бобров Бобровского муниципального района Воронежской области» образован сельский населенный пункт (хутор) на территории городского поселения — город Бобров

## Население
| 2005    | 2010    | 2011    | 2012    | 2013    | 2014    | 2015    | 2016    | 2017    |
| ------- | ------- | ------- | ------- | ------- | ------- | ------- | ------- | ------- |
| 21 470  | ↘20 345 | ↘19 649 | ↗20 123 | ↘19 882 | ↘19 829 | ↗20 597 | ↗21 135 | ↗21 269 |
| 2018    | 2019    | 2020    | 2021    | 2025    |         |         |         |         |
| ↘21 122 | ↘20 889 | ↘20 654 | ↗21 692 | ↘21 224 |         |         |         |         |

## Состав городского поселения
В состав городского поселения входят:
| № | Населённый пункт | Тип населённого пункта        | Население |
| - | ---------------- | ----------------------------- | --------- |
| 1 | Бобров           | город, административный центр | ↘20 413   |
| 2 | Дугинка          | посёлок                       | ↘64       |
| 3 | Зелёный Луг      | посёлок                       | →0        |
| 4 | Лушниковка       | посёлок                       | ↘543      |

### Упразднённые населённые пункты
В 2008 году сельские населенные пункты: Дом Торфопредприятия, кордон Азовский, железнодорожная будка 208 км, подчинённые администрации г. Бобров, включены в черту г. Бобров.